# Linn Valley
Linn Valley är en ort i Linn County i Kansas. Vid 2010 års folkräkning hade Linn Valley 804 invånare.